# Trémeur
Trémeur (bret. Treveur) – miejscowość i gmina we Francji, w regionie Bretania, w departamencie Côtes-d’Armor.
Według danych na rok 1990 gminę zamieszkiwały 613 osoby, a gęstość zaludnienia wynosiła 42 osoby/km² (wśród 1269 gmin Bretanii Trémeur plasuje się na 771. miejscu pod względem liczby ludności, natomiast pod względem powierzchni na miejscu 678.).